# Mansión de Svēte
La Mansión de Svēte (en letón: Svētes muižas pils) es una casa señorial en la parroquia de Svēte en la región histórica de Zemgale, en Letonia. 

## Historia
La mansión fue construida originalmente en torno a 1730, y remodelada extensamente con nuevas columnas entre 1774 y 1775 por el arquitecto Severin Jensen para uso como residencia de vacaciones de verano del Duque Peter von Biron. El edificio fue parte de una base militar entre 1870 y 1993. Fue ampliamente remodelada entre 1876 y 1878 para uso militar.